# サミュエル・O・フリードマン
サミュエル・オルキン・フリードマン（Samuel Orkin Freedman、OC CQ FRSC、1928年5月8日 - ）は、カナダの臨床免疫学者、教授、学術管理者である。1965年、フィル・ゴールドと共同で、大腸癌の診断と管理に用いられる血液検査の基礎となる癌胎児性抗原を発見した。

## 経歴
ケベック州モントリオール生まれ。マギル大学で1948年に理学士号、1953年に学士(医学)を取得した。
1977年から1981年までマギル大学医学部長。1981年から1991年までは、マギル大学学術担当副校長（米国の大学ではプロヴォストに相当）という肩書きで、マギル大学の最高学務責任者を務めた。1992年にマギル大学から名誉学位を授与された。2000 年に名誉教授となり、2008年1月1日まで、フリードマンはモントリオールのサー・モーティマー・B・デイビス・ユダヤ人総合病院の上級顧問を務め、以前は研究部長を務めていた。

## 著書
- Freedman, Samuel O.; Gold, Phil (1976). Clinical Immunology. Hagerstown, Md.: Harper & Row. ISBN 0-06-140834-4 OCLC 2189449;  1st edition. Harper & Row. (1971). ISBN 0-06-140831-X1971. ISBN <bdi>0-06-140831-X</bdi>.[3]

## 研究出版物
- Gold, Phil ; Freedman, Samuel O. (1965-03-01). "Demonstration of Tumor-Specific Antigens in Human Colonic Carcinomata by Immunological Tolerance and Absorption Techniques". Journal of Experimental Medicine. Rockefeller University Press. 121 (3): 439–462. doi:10.1084/jem.121.3.439doi:10.1084/jem.121.3.439 ISSN 1540-9538.

## 受賞・受章・栄典
- 1976年 カナダ王立協会フェロー[4]。
- 1978年 ガードナー国際賞受賞[5]。
- 1985年 カナダ勲章オフィサー[6]。
- 1998年 ケベック州政府アルマン・フラピエ賞[7]
- 2002年 クイーン・エリザベス2世ゴールデン・ジュビリー・メダル（英語版）[8]。
- 2004年 ケベック国家勲章（英語版）ナイト[9]。
- 2012年 クイーン・エリザベス2世ダイヤモンド・ジュビリー・メダル（英語版）[10]。